# Encore Software
Encore Software, LLC (Encore) est une société à responsabilité limitée américaine du Delaware spécialisée dans la vente, la distribution et le développement de logiciels.

## Historique
En novembre 2008, Encore a annoncé l’extension de sa licence avec Riverdeep. Selon les termes de cet accord, Encore gère désormais la famille de produits Broderbund, ainsi que l'activité directe de Broderbund auprès des consommateurs. En mai 2010, Encore a acquis les actifs de Punch! Software.
Encore était auparavant une filiale à part entière de WYNIT Distribution, LLC qui avait acquis la majorité de ses actifs auprès de Speed Commerce, Inc. (anciennement Navarre Corporation) vers le 9 juillet 2014. Navarre Corporation avait initialement acquis les actifs d’Encore du tribunal des faillites des États-Unis pour le district central de Californie en août 2002.
À la suite de la faillite 17-42726 de WYNIT Distribution, LLC, la quasi-totalité des actifs d'Encore a été vendue aux enchères le 9 novembre 2017 à Sereno Ventures, LLC, société à responsabilité limitée du Delaware, ayant des bureaux à San Jose, Californie et Lahore, Pakistan.
Peu de temps après la vente, le bureau principal de Encore à Eden Prairie, au Minnesota, a été fermé. Encore continue à exploiter un centre d'appels de vente à Cedar Rapids, dans l'Iowa, tandis que le support technique et le développement de logiciels sont gérés à Lahore, au Pakistan.

## Ludographie
Parmi les marques éditées par Encore pour le marché de détail : 
- 3D Home Architect[8]
- Houghton Mifflin Harcourt's Broderbund et The Learning Company
- Hoyle Card Games, Hoyle Casino et Hoyle Puzzle & Board Games
- Jeopardy! et Wheel of Fortune! (jeux PC / Mac)
- Titres PlayFirst
- Runic Games, Torchlight : distribué sur le marché de détail en Amérique du Nord par Encore[9]
- Logiciel Panda Security
- Jeux WildTangent, y compris Fate: The Traitor Soul